# Nazionale maschile di pallavolo della Nigeria
La nazionale maschile di pallavolo della Nigeria è una squadra africana composta dai migliori giocatori di pallavolo della Nigeria ed è posta sotto l'egida della Federazione pallavolistica della Nigeria.

## Risultati

### Competizioni CAVB
| 1967 | non qualificata | -            |
| 1971 | non qualificata | -            |
| 1976 | non qualificata | -            |
| 1979 | 5º posto        | Convocazioni |
| 1983 | non qualificata | -            |
| 1987 | 5º posto        | Convocazioni |
| 1989 | non qualificata | -            |
| 1991 | 5º posto        | Convocazioni |
| 1993 | non qualificata | -            |
| 1995 | non qualificata | -            |
| 1997 | 4º posto        | Convocazioni |
| 1999 | non qualificata | -            |
| 2001 | 2º posto        | Convocazioni |
| 2003 | non qualificata | -            |
| 2005 | 6º posto        | Convocazioni |
| 2007 | non qualificata | -            |
| 2009 | non qualificata | -            |
| 2011 | non qualificata | -            |
| 2013 | non qualificata | -            |
| 2015 | non qualificata | -            |
| 2017 | 13º posto       | Convocazioni |
| 2019 | non qualificata | -            |
| 2021 | 7º posto        | Convocazioni |
| 2023 | non qualificata | -            |